# 刘会军
刘会军（1963年3月—），男，汉族，江苏邳州人，中华人民共和国政治人物。现任新疆维吾尔自治区政协副主席。是中共十九大代表，中共新疆维吾尔自治区第九、十届委员会委员。

## 工作经历
1981年8月，毕业于新疆维吾尔自治区粮食学校储藏专业。毕业后先后在新疆阜康面粉厂、新疆维吾尔自治区粮油中转站、粮油贸易公司工作，官至新疆维吾尔自治区粮食局党委委员、副局长，新疆粮油集团有限责任公司党委书记、董事长。2012年7月，任中共新疆维吾尔自治区党委副秘书长（厅长级）。
2013年，任中共伊犁哈萨克自治州党委常委、常务副州长，伊宁市委书记，新疆生产建设兵团第四师党委常委、副师长。2016年5月，任中共克孜勒苏柯尔克孜自治州党委书记。2017年10月，任新疆维吾尔自治区住房和城乡建设厅党组书记、副厅长。
2019年1月，任新疆维吾尔自治区人民政府党组成员、副秘书长，办公厅党组副书记、主任。2022年1月，当选为新疆维吾尔自治区政协副主席。

### 进修学习经历
参加工作后，曾先后在郑州粮食学院干训部企业管理专业、中国共产党中央委员会组织部第56期经济干部培训班（香港）、中共中央党校新疆班、中国浦东干部学院新疆干部培训班、新疆自治区党委党校工商管理专业学习。

## 反劫机勇士
2012年6月29日，时任新疆维吾尔自治区粮食局副局长的刘会军在和田机场乘坐海航集团天津航空GS7554航班飞往乌鲁木齐地窝堡国际机场。飞机起飞后不久，机上六名维吾尔族男性乘客突然用拐杖殴打其他乘客，用维吾尔语高声呼喊，并直冲驾驶舱门，企图用金属拐杖暴力破坏驾驶舱门进行劫机。坐在头等舱的刘会军随即高声呼喊。劫机者在暴力撬驾驶舱门失败后，开始殴打舱内其他乘客并破坏舱内设备，同时试图使用火柴或打火机点燃手中的爆燃物。舱内的空警、乘务员和部分乘客与劫机者展开搏斗。刘会军打掉了劫机者手中的火种，头部被劫机者击打负伤。最终，空中安全员和其他机组成员共9名在部分乘客的协助下成功制服了劫机者，航班于12:41安全返航和田机场。该事件造成两名空警受重伤，乘务长和包括刘会军在内的7名乘客受轻伤。事后，有网友认出刘会军是参与反劫机的乘客之一。该事件被官方定性为恐怖事件，两名嫌疑人自杀身亡，其余四人分别被判处死刑和无期徒刑。
2012年7月2日下午，中共新疆维吾尔自治区党委、新疆维吾尔自治区人民政府表彰处置劫机事件的有功人员，为参与反劫机的10名乘客记功并每人奖励人民币10万元，其中刘会军记个人一等功。
2012年7月5日，国家粮食局党组向新疆维吾尔自治区粮食局党委发去了慰问电，向刘会军致以崇高的敬意，向刘会军及其家人致以亲切的慰问，并颁发奖金人民币10万元。7月6日，国家粮食局印发了《关于在全国粮食系统开展向刘会军同志学习活动的决定》，号召全国粮食系统广大干部职工向反劫机勇士刘会军同志学习。